# 9833 Rilke
9833 Rilke (1982 DW3) là một tiểu hành tinh vành đai chính được phát hiện ngày 21 tháng 2 năm 1982 bởi R. Ziener ở Tautenburg.